# Finkolo Ganadougou
Finkolo Ganadougou is een gemeente (commune) in de regio Sikasso in Mali. De gemeente telt 17.300 inwoners (2009).